# Болтекулы, Шокыр
Шокыр Болтекулы (29 октября 1916, Жармыш, Мангышлакская область — 6 апреля 1994, Алма-Ата) — один из основателей развития спортивного бокса в Казахстане.

## Биография
Происходит из подрода кулкеш рода бериш племени байулы.
Организовал первые секции бокса, первый мастер спорта (1947), Закончил Киевскую художественную академию и физкультурный институт (1947). Участник Великой Отечественной войны. Болтекулы провёл на ринге 223 встречи, из них в 199 победил, трижды становился чемпионом Казахстана. Приложил большие усилия в дело подготовки тренеров. Помог в освобождении и трудоустройстве (на тренерскую работу в Алма-Ате) узников Карлага Густава Кирштейна (немец) и Даулеткерея Мулаева (балкарец).
Работал на киностудии «Казахфильм» художником. Также он был сотрудником газеты «Қазақ әдебиеті» — «Казахская литература».
Первый казах, ставший мастером спорта СССР. Отказался во время войны от окончание фамилии -ов заменив на -улы. За это был лишён многих льгот и подвергался нападкам.
В его память проводится международный турнир по боксу в Мангистау.
Похоронен на Кенсайском кладбище.

## Семья
Вырос в детском доме в Форт-Шевченко.
- Жена — Нурсулу Тапалова, заслуженная артистка Казахской ССР.
- Дочери — Тоты и Айсулу.[5][6]